# 男生女相：华语电影之性别
男生女相：华语电影之性别（英語：Yang±Yin: Gender in Chinese Cinema）是1996年由香港导演关锦鹏执导的电影纪录片，采访了大陆香港台湾诸多电影导演，明星集合而成。关锦鹏也凭借此片在威尼斯电影节上宣布出柜。此外本片还于2000年在彩虹绕东京电影节上映。

## 主演
- 张国荣
- 张彻
- 吴宇森
- 陈凯歌
- 侯孝贤
- 李安
- 蔡明亮
- 焦雄屏
- 方育平
- 狄龙
- 徐克
- 成龙
- 杨德昌
- 李小龙
- 汤尼·雷恩